# Аполье (Бежаницкий район)
Аполье — деревня на юго-востоке Бежаницкого района Псковской области. Входит в состав сельского поселения Бежаницкая волость.
Расположена в 10 км к юго-востоку от райцентра Бежаницы.
Численность населения деревни составляет 261 житель (2000 год).
До 2005 года входила в состав ныне упразднённой Аполинской волости в качестве её административного центра.